# Partnerschaft Rheinland-Pfalz – South Carolina
Die Partnerschaft Rheinland-Pfalz – South Carolina ist eine offizielle Regionalpartnerschaft zwischen dem Bundesland Rheinland-Pfalz und dem US-amerikanischen Bundesstaat South Carolina. Diese wurde 1997 begründet.

## Geschichte
Transatlantische Konferenzen, die zunächst nur auf Fachebene ausgetragen wurden, konzentrieren sich heute eher auf den zivilgesellschaftlichen sowie den Bildungsbereich. So bestehen verschiedene Universitätsaustauschprogramme sowie Kooperationsprojekte im Bereich Schule und Sport. Die Atlantische Akademie Rheinland-Pfalz e.V. in Kaiserslautern bietet regelmäßig landeskundliche Schülerworkshops zum Partnerstaat an. Das Online-Projekt "Transatlantic Partners", das von der Multimediainitiative der Landesregierung rlpinform getragen und im Rahmen einer studentischen Arbeitsgemeinschaft an der Universität Koblenz-Landau (Campus Landau) sowie einer Partnerredaktion an der Francis Marion University in Florence (South Carolina) organisiert wird, dokumentiert die Partnerschaft und bietet vielfältige Informationen sowie Austauschmöglichkeiten.

### Anfänge
Am 10. März 1993 schlug Andrew J. Goodpaster, von 1969 bis 1971 Alliierter Oberkommandierender in Europa (SACEUR), dem damaligen Ministerpräsidenten Rudolf Scharping vor, einen transatlantischen Dialog auf Ebene der Länder und US-States aufzunehmen. Diese Idee stammte ursprünglich von Jack M. Seymour Jr., dem damaligen Direktor des John Jay McCloy-Program "On the Future of the Atlantic Communities".
Sein Gesuch nach einem weiteren Partnerland für South Carolina richtete der Atlantic Council an verschiedene deutsche Staatskanzleien und erhielt eine Zusage der Staatskanzlei Rheinland-Pfalz. Die Motive der Landesregierung für eine derartige Partnerschaft waren vorrangig landespolitischer Natur: Durch Intensivierung der transatlantischen Kontakte sollte u. a. die Fortdauer der amerikanischen Militärpräsenz im Land abgesichert werden.
Beim Aufbau der Partnerschaft waren die Leiter der rheinland-pfälzischen Staatskanzlei, Karl-Heinz Klär und Klaus Rüter, engagiert. Gesprächs- und Verhandlungspartner der Amerikaner war vor allem Luther F. Carter, Direktor des "South Carolina Budget and Control Board" und heute Präsident der Francis Marion University in Florence, SC. Nach den Vorstellungen des Atlantic Council sollte die neue transatlantische Gesprächsrunde zwischen drei Teilnehmern organisiert werden, nämlich South Carolina, Rheinland-Pfalz und Thüringen, dem "Paten" und Partnerland von Rheinland-Pfalz nach der Wiedervereinigung. Thüringen schied allerdings bald aus der Runde aus.

## Etappen der Formalisierung
Nach intensiven Vorarbeiten auf der Arbeitsebene fand 1994 die erste Transatlantische Konferenz statt (in zwei Teilen ausgetragen: zunächst im März in Rheinland-Pfalz, dann im Oktober in South Carolina). Thema der Konferenzen war die Konversion, d. h. das nach Ende des Kalten Krieges für beide Partner entstandene Problem der künftigen Nutzung aufgegebener Militäranlagen. Am 8. September 1995 kam es zu einer Verwaltungsvereinbarung zwischen beiden Partnern über eine Zusammenarbeit in den Gebieten Erziehung, Forschung und Wissenschaft, Kultur, Gesundheit, Sport und Tourismus.
Im März 1997 vereinbarten der Leiter der Staatskanzlei Klaus Rüter und sein Kollege Carter einen Personalaustausch zwischen Führungskräften beider Länder. Jeweils zwei Mitarbeiter pro Jahr und Land sollten an einem vierwöchigen Austausch teilnehmen.
Am 1. Mai 1997 unterzeichneten Ministerpräsident Kurt Beck und Gouverneur David Beasley ein Partnerschaftsabkommen zwischen dem Bundesstaat South Carolina und dem Land Rheinland-Pfalz. Bald darauf vereinbarten auch die beiden Landesparlamenten, der Landtag Rheinland-Pfalz und die "General Assembly of South Carolina" eine offizielle Partnerschaft.
Mit Bezug auf die beiden Abkommen von 1995 und 1997 wurde im Oktober 1998 eine Gemeinsame Vereinbarung zwischen der "Commission on Higher Education", South Carolina, und dem Ministerium für Bildung, Wissenschaft und Weiterbildung, Rheinland-Pfalz unterzeichnet, 1998 folgte eine entsprechende Vereinbarung im Bereich Telekommunikation.
Kurt Beck und Governor Mark Sanford unterzeichneten am 13. Dezember 2003 eine „Gemeinsame Erklärung“ zur zukünftigen Ausrichtung der Partnerschaft zwischen den beiden Ländern.
Aus Anlass des zehnjährigen Jubiläums der Partnerschaft reiste im April 2007 eine Delegation um den Staatssekretär im Innenministerium Roger Lewentz nach South Carolina, um die weitere Entwicklung der Partnerschaft zu beraten. Daraufhin kam es im September 2007 zum Gegenbesuch einer 12-köpfigen Delegation aus South Carolina unter der Leitung zweier US State Senators in Rheinland-Pfalz. Senator Hugh Leatherman, Mitglied des Budget and Control Board, und der rheinland-pfälzische Innenminister und stellvertretende Ministerpräsident Karl Peter Bruch unterzeichneten am 12. September 2007 eine neu aufgelegte Absichtserklärung über die zukünftige Ausrichtung der Partnerschaft.

## Transatlantische Konferenzen
Der intensivste Austausch zwischen den beiden Partnerstaaten erfolgte in den ersten Jahren gewiss in den Transatlantischen Konferenzen, an denen jeweils Regierungsvertreter beider Seiten sowie auch Repräsentanten von Wirtschaft, Wissenschaft und Bildung teilnahmen. An einigen Konferenzen waren auch Thüringen und Brandenburg beteiligt.
|                 | Datum               | Konferenzort                                                                | Konferenzgegenstand |
| --------------- | ------------------- | --------------------------------------------------------------------------- | --- |
| Konferenz 1a 1b | März 1994 Nov. 1994 | Rheinland-Pfalz (Oberhambach, Kreis Birkenfeld) South Carolina (Charleston) | Konversion |
| Konferenz 2a 2b | März 1995 Okt. 1995 | Thüringen (Erfurt) South Carolina (Seabrook Island)                         | Bildung |
| 3. Konferenz    | Juni 1996           | Rheinland-Pfalz (Potzberg, Krs. Kusel)                                      | Die Rolle der Länder und States in den internationalen Beziehungen (siehe dazu die gleichnamige Dokumentation: Atlantische Texte Band 4/1997) |
| 4. Konferenz    | Okt. 1997           | South Carolina (Myrtle Beach)                                               | Telekommunikation, Energie und Umwelt |
| 5. Konferenz    | März 1998           | Rheinland-Pfalz (Bingen)                                                    | Tourismus, wirtschaftliche und technologische Zusammenarbeit                                                                                  |
| 6. Konferenz    | Okt. 1999           | South Carolina (Fripp Island)                                               | Wirtschaftsförderung, Konversion, Umweltschutz. Unter erstmaliger Teilnahme von Brandenburg                                                   |
| 7. Konferenz    | Okt. 2000           | Brandenburg (Potsdam)                                                       | Tourismus, Sport, Neue Medien, Gemeinsamer Internet-Auftritt, Konversion, Bildung                                                             |

Nach der Absichtserklärung von 2007 sollten die Transatlantischen Konferenzen ab Herbst 2008 fortgesetzt werden, das Vorhaben wurde aber wegen Schwierigkeiten infolge der Wirtschafts- und Finanzkrise vorerst aufgeschoben.

## Beispiele der Zusammenarbeit
- Ab 1999 Austausch von Auszubildenden zwischen dem "Florence-Darlington Technical College" und der Berufsbildenden Schule III, Mainz. 2002 wurde daraus das EU/US-Teamteaching und Teamlearning Projekt "A Distance Learning Consortium to Train Global Workers"
- Austausch von Studierenden- und Praktikanten-Austausche in den Bereichen Bildung und Erziehung zwischen der University of South Carolina, die Lander University, der Clemson University einerseits und Fachhochschule Mainz, der IHK für Rheinhessen und der Rheinischen Landesbibliothek Koblenz.
- Städtepartnerschaften zwischen Hamm/Sieg und Newberry sowie Kaiserslautern und Columbia.
- Förderung der Kontakte im Bereich Tourismus und Wirtschaft.
- Austausch bei landeskundlichen bzw. historisch orientierten Fortbildungsseminaren über South Carolina für rheinland-pfälzische Lehrkräfte, Schülerworkshops unter der Leitung von George W. Harding (Francis Marion University).

## Online-Plattform Transatlantic Partners
Die Online-Plattform Transatlantic bietet seit 2008 Informationen über South Carolina und Rheinland-Pfalz sowie die Regionalpartnerschaft. Die Website von einer Arbeitsgruppe an der Universität Koblenz-Landau (Campus Landau) und eine Partnerredaktion an der Francis Marion University in Florence, SC zweisprachig gestaltet. Das Projekt wird von der Multimediainitiative der Landesregierung finanziell gefördert.